# Основной государственный регистрационный номер индивидуального предпринимателя
Основной государственный регистрационный номер индивидуального предпринимателя (сокращённо — ОГРНИП) — номер присваивается в налоговой инспекции при государственной регистрации индивидуального предпринимателя (ИП) и внесении в Единый государственный реестр индивидуальных предпринимателей (ЕГРИП).

## Структура ОГРНИП
Регистрационный номер состоит из 15 знаков:
С ГГ КК ХХХХХХХХХ Ч
- С (1-й знак) — признак отнесения государственного регистрационного номера записи:
  - к ОГРНИП — «3»;
  - к иному государственному регистрационному номеру записи — 4;
- ГГ (2-й и 3-й знаки) — две последние цифры года внесения записи в государственный реестр, например для записи в 2016 году это «16»;
- КК (4-й и 5-й знаки) — кодовое обозначение субъекта Российской Федерации, установленное ФНС;

- Х — Х (6-й — 14-й знаки) — номер записи, внесенной в государственный реестр в течение года;
- Ч (15-й знак) — контрольное число: младший разряд остатка от деления предыдущего 14-значного числа на 13.